# Vicente Lleó Balbastre
Vicente Lleó Balbastre (Torrent (Valencia), 19 november 1870 – Madrid, 28 november 1922) was een Spaans componist en dirigent.

## Levensloop
Lleó Balbastre werd op 9-jarige leeftijd kooknaap van de "Capilla del Hábeas Christi de Valencia". Hij kreeg ook eerste lessen muziektheorie bij onder andere Juan Bautista Plasencia en Lamberto Alonso. In 1883 componeerde hij een Dixit Dominus voor het gebruik in de kerkdienst. Al tijdens zijn studie aan het Conservatorio Superior de Música "Joaquin Rodrigo" te Valencia onder andere bij Salvador Giner y Vidal schreef hij zijn eerst werk voor het muziektheater De Valencia al Grao. Als hij van Valencia naar Barcelona vertrok, om een carrière als dirigent te beginnen had hij al een groot aantal van werken voor het muziektheater geschreven. Hij was eveneens een medeoprichter van een gezelschap voor auteursrechten.
In 1896 ging hij naar Madrid en was er bezig met componeren, dirigeren en uitgeven van het politieke magazine La Noche. Hij was impresario aan het Teatro Eslava, maar het uitgeven van een magazine heeft veel geld gekost. Na de eeuwwisseling stelde hij de uitgeverij in en hij concentreerde zich aansluitend op het muziektheater samen met de actrice Juanita Manso. Met de productie van zarzuelas en revistas had hij veel meer succes en hij werkte ook soms samen met andere componisten zoals Rafael Calleja Gómez (El mozo crúo), Manuel Fernández Caballero (El pícaro mundo) en Amadeo Vives Roig (Episodios nacionales). In 1910 triomfeerde hij in het Teatro Eslave met zijn Bijbelse operette La corte de Faraón, een verwerking van het Bijbelse verhaal van Jozef en de vrouw van Potifar op een uitstekend libretto van Miguel de Palcios Brugada en Guillermo Perrín y Vico. Het scandaleuze verhaal en een lange ban onder generalísimo Francisco Franco was de garantie voor een groot en lang aanhoudende populariteit van dit werk. Vele van zijn zarzuelas oogsten al met de première groot succes, maar tegenwoordig zijn Los tres maridos burlados en de door het Japanse geïnspireerde La Taza de thé, Apaga y vámonos en La capa encantada helemaal in vergetelheid geraakt.
Na het faillissement van het Teatro Eslava in 1918 vertrok Lleó naar Zuid-Amerika en hij keerde pas kort voor zijn overleden op 28 september 1922 naar Madrid terug. Zijn laatste zarzuela ¡Ave César! ging drie maanden na zijn overleden in première als eerbetoon aan een van de populairste componisten van de Spaanse hoofdstad.

## Composities

### Werken voor orkest
- 1915 La pandereta, fantasie (samen met: Jerónimo Giménez y Bellido)

### Werken voor banda (harmonieorkest)
- Gran fantasía de la zarzuela "¡Ave César!"
- Gran Marcha en Vals intermedio uit de Bijbelse operette "La corte del Faraón"
- Garrotín gitano, paso-doble uit de Bijbelse operette "La corte del Faraón"
- La corte del Faraón fantasie uit der Bijbelse operette
- Los niños cordobeses, paso-doble torero
- Paso-doble uit de zarzuela "Si las mujeres mandasen" (samen met: Luis Foglietti)

### Missen en gewijde muziek
- 1883 Dixit Dominus, voor gemengd koor

### Muziektheater

#### Zarzuelas
| Voltooid in | titel                                                                            | aktes               | première                                     | libretto                                                                         |
| ----------- | -------------------------------------------------------------------------------- | ------------------- | -------------------------------------------- | -------------------------------------------------------------------------------- |
| 1887        | De Valencia al Grao                                                              |                     | 1887, Valencia                               |                                                                                  |
| 1887        | Sense títol                                                                      | 1 akte              | 1887, Valencia                               | Joan Freixas                                                                     |
|             | Un Casament del Dimoni                                                           |                     | Valencia                                     | Rafael Vives i Azpiroz                                                           |
| 1894        | El Dúo con la sultana                                                            | 1 akte              | 22 juli 1894, Barcelona, Teatro Gran Via     | Bruno Güell en José Maria de la Torre                                            |
| 1894        | El Señor del Rabanillo                                                           |                     | 1894, Valencia, Teatro Ruzafa                | José María de la Torre                                                           |
| 1895        | Las Once mil                                                                     |                     | 1895, Barcelona, Teatro Gran Vía             | José María de la Torre en Ricardo Aparicio                                       |
| 1895        | Señoritas toreras                                                                |                     | 1895, Barcelona, Teatro Gran Vía             | Manuel Figuerola Aldofreu                                                        |
| 1895        | Las Traviatas                                                                    |                     | 1895, Valencia, Teatro Ruzafa                | Luis Millá                                                                       |
| 1897        | Las Toreras                                                                      |                     | 1897, Madrid, Teatro Romea                   | Enrique García Álvarez                                                           |
| 1897        | Agencia Universal (samen met: Rafael Calleja Gómez)                              |                     | 1897, Madrid, Teatro Romea                   | Alfonso Tobar en Camilo Bargiela                                                 |
| 1897        | Las Niñas Toreras (samen met: Enrique García Álvarez)                            | 1 akte, 4 taferelen |                                              | Tomás Trebijano                                                                  |
| 1899        | Los Cencerros                                                                    | 1 akte, 3 taferelen | 11 februari 1899, Madrid, Teatro Romea       | Rafael Ramírez en José Domínguez                                                 |
| 1899        | Los Gladiatores (samen met: Manuel Chalons)                                      |                     | 1899, Madrid, Teatro de lá Zarzuela          | Rafael de Pazos en Ramón Gijón                                                   |
| 1899        | La Tiple mimada                                                                  |                     | 1899, Madrid, Teatro Martín                  | Diego Jiménez Prieto                                                             |
| 1899        | El Traje de boda (samen met: Ángel Rubio Láinez)                                 |                     | 7 augustus 1899, Madrid, Teatro Eldorado     | Guillermo Perrín y Vico en Miguel de Palacios Brugada                            |
| 1901        | El Jilguero chico (samen met: Rafael Calleja Gómez)                              | 1 akte, 6 taferelen | 6 oktober 1903, Madrid, Teatro Circo         | Adolfo Luna                                                                      |
| 1902        | La Revolución social (samen met: Rafael Calleja Gómez)                           |                     | 1902, Madrid, Teatro Cómico                  | Luis de Larra y Ossorio en Eugenio Gullón                                        |
| 1903        | El Famoso Colirón (samen met: Rafael Calleja Gómez)                              |                     | 12 oktober 1903, Madrid, Teatro Circo        | Julián Romea                                                                     |
| 1903        | El Mozo crúo (samen met: Rafael Calleja Gómez)                                   | 1 akte              |                                              | Diego Jiménez-Prieto en Felipe Pérez Capo                                        |
| 1903        | Venus salón (samen met: Rafael Calleja Gómez)                                    | 1 akte, 3 taferelen | 1903, Madrid, Teatro Lírico                  | Félix Limendoux en Enrique López-Marín                                           |
| 1903        | El automóvil, mamá (samen met: Rafael Calleja Gómez)                             | 1 akte, 3 taferelen | 5 januari 1904, Madrid, Teatro Cómico        | Guillermo Perrín y Vico en Miguel de Palacios Brugada                            |
| 1903        | Inés de Castro o Reinar después de morir (samen met: Rafael Calleja Gómez)       |                     | 1903, Madrid, Teatro Lírico                  | José Juan Cadenas, naar Luis Vélez de Guevara                                    |
| 1904        | El Premio de honor (samen met: Rafael Calleja Gómez)                             | 1 akte              | 1904, Madrid, Teatro Eslava                  | Celso Lucio                                                                      |
| 1904        | El Rey del valor (samen met: Rafael Calleja Gómez)                               | 1 akte, 3 taferelen | 1904, Madrid, Teatro Eslava                  | Antonio Paso Cano en Carlos Cruselles                                            |
| 1904        | Hule (samen met: Rafael Calleja Gómez)                                           | 1 akte, 9 scènes    | 14 juni 1904, Madrid, Teatro de lá Zarzuela  | Enrique Arroyo Lamarca en Eugenio Rodríguez-Arias                                |
| 1904        | Bazar de muñecas                                                                 |                     | 1904, Madrid, Teatro Eslava                  | Aurelio Varela                                                                   |
| 1904        | Las de capirote (samen met: Rafael Calleja Gómez)                                |                     |                                              |                                                                                  |
| 1904        | M´haceis reír, don Gonzalo (samen met: Rafael Calleja Gómez)                     |                     | 1904, Madrid, Teatro Cómico                  | Gereda en Soler                                                                  |
| 1904        | La Misa de doce (samen met: Rafael Calleja Gómez)                                |                     | 1904, Madrid, Teatro de lá Zarzuela          | Aurelio Varela                                                                   |
| 1904        | La Capa encantada                                                                |                     | 1904, Madrid, Teatro de lá Zarzuela          | Jacinto Benavente                                                                |
| 1904        | Los Cangrejos (samen met: Rafael Calleja Gómez)                                  |                     |                                              | Felipe Pérez Capo                                                                |
| 1905        | La Bella de Texas (samen met: Luis Escobar)                                      |                     | 1905, Madrid, Teatro Eslava                  | Guillermo Perrín y Vico en Miguel de Palacios Brugada                            |
| 1905        | Frou Frou (samen met: Rafael Calleja Gómez)                                      | 1 akte              | 27 januari 1905, Madrid, Teatro Eslava       | Felipe Pérez Capo en Antonio Paso Cano                                           |
| 1905        | Music hall (samen met: Rafael Calleja Gómez)                                     |                     | 1905, Madrid, Teatro Eslava                  | Enrique López-Marín                                                              |
| 1905        | Chirivira (samen met: Rafael Calleja Gómez)                                      |                     |                                              |                                                                                  |
| 1905        | El Ilustre Recónchez                                                             |                     | 1905, Madrid, Teatro de lá Zarzuela          | Antonio Paso Cano en Diego Jiménez Prieto                                        |
| 1905        | Las Piedras preciosas                                                            |                     | 1905, Madrid, Teatro Martín                  | Luis de Larra y Ossorio en Eugenio Gullón                                        |
| 1905        | El Trágala (samen met: Rafael Calleja Gómez)                                     |                     | 1905, Madrid, Teatro Eslava                  | Llamas                                                                           |
| 1905        | La Mulata (samen met: Rafael Calleja Gómez en Joaquín "Quinito" Valverde)        |                     | 23 maart 1905, Madrid, Teatro Eslava         | Antonio Paso Cano en Joaquín Abatí Díaz                                          |
| 1905        | El maestro Campanone; naar de gelijknamige opera van Giuseppe Mazza (1806-1885)  | 1 akte              | 13 oktober 1905, Madrid, Teatro Cómico       | Carlos Olona di Franco, naar José Cruz Rivera, Carlos Frontaura                  |
| 1906        | La Casa de socorro                                                               |                     | 1906, Madrid, Teatro de lá Zarzuela          | Manuel Fernández Palomero en Julián Moyrón                                       |
| 1906        | La Guedeja rubia                                                                 | 1 akte, 3 taferelen | 1906, Madrid, Teatro Cómico                  | Fiacro Yráyzoz                                                                   |
| 1906        | Venus Kursaal (samen met: Rafael Calleja Gómez)                                  |                     | 1906, Madrid, Teatro Cómico                  | José Gamero de la Cruz                                                           |
| 1906        | La Taza de thé                                                                   |                     | 23 maart 1906, Madrid, Teatro Cómico         | Antonio Paso Cano, Joaquín Abatí Díaz en Maximiliano Thous                       |
| 1906        | El Aire (samen met: Luis Mariani)                                                |                     | 20 april 1906, Madrid, Teatro Cómico         | Antonio Paso Cano en Joaquín Abatí Díaz                                          |
| 1907        | Ruido de campanas                                                                |                     | 6 februari 1907, Madrid, Teatro Circo        | Antonio Martínez Viergol en Inocencio Navarro                                    |
| 1907        | La alegre trompetería (samen met: Rafael Calleja Gómez)                          | 1 akte, 5 taferelen | 1907, Madrid, Teatro Eslava                  | Antonio Paso Cano en Antonia Sánchez Jiménez                                     |
| 1907        | Tupinamba (samen met: Luis Foglietti)                                            |                     | 8 mei 1907, Madrid, Teatro Cómico            | Carlos Afán de Ribera en Ricardo Hernández Bermúdez                              |
| 1907        | La Fea del olé                                                                   |                     | 1907, Madrid, Teatro Cómico                  | Antonio Fernández de Lepina, Antonio Plañiol Boncells en Luis de Larra y Ossorio |
| 1907        | El Tenorio feminista                                                             |                     | 1907, Madrid, Teatro Eslava                  | Antonio Paso Cano, Servet en Valdivia                                            |
| 1907        | Todos somos unos                                                                 |                     | 21 september 1907, Madrid, Teatro Eslava     | Jacinto Benavente                                                                |
| 1907        | El Pobrecito príncipe (samen met: Rafael Calleja Gómez)                          | 1 akte, 4 scènes    |                                              | Manuel Fernández Palermo en Javier de Burgos                                     |
| 1907        | Apaga y vámonos                                                                  |                     | 31 mei 1907, Madrid, Teatro Cómico           | José Jackson Veyán en José López Silva                                           |
| 1907        | La Hostería del Laurel                                                           |                     | 1907, Madrid, Teatro Cómico                  | Antonio Paso Cano en Joaquín Abatí Díaz                                          |
| 1907        | La Loba                                                                          |                     | 1907, Madrid, Teatro Eslava                  | Antonio Paso Cano en R. Rocabert                                                 |
| 1907        | La Copa Encantada                                                                |                     | 16 maart 1907, Madrid, Teatro de lá Zarzuela | Jacinto Benavente                                                                |
| 1908        | La Vuelta de presidio                                                            |                     | 1908, Madrid, Teatro Eslava                  | José López Silva                                                                 |
| 1908        | Mayo florido                                                                     | 1 akte              | 1908, Madrid, Teatro Eslava                  | Antonio Paso Cano en Joaquín Abatí Díaz                                          |
| 1908        | La Carne flaca                                                                   |                     | 1908, Madrid, Teatro Eslava                  | José Jackson Veyán en Carlos Arniches                                            |
| 1908        | Si las mujeres mandasen (samen met: Luis Foglietti)                              |                     |                                              | Luis Pascual Frutos                                                              |
| 1908        | La Balsa de aceite                                                               |                     | 1908, Madrid, Teatro Eslava                  | Sinesio Delgado,                                                                 |
| 1908        | Con toda felicidad                                                               |                     | 1908, Madrid, Teatro Romea                   | Julián Moyrón                                                                    |
| 1908        | El Príncipe sin miedo                                                            |                     | 1908, Madrid, Teatro Martín                  | Gonzalo Jover en Emilio González del Castillo                                    |
| 1908        | La Regadera (samen met: Luis Foglietti)                                          |                     | 1908, Madrid, Teatro Eslava                  | Antonio Casero Barranco en Alejandro Larrubiera                                  |
| 1908        | El Quinto Pelao                                                                  |                     | 22 februari 1908, Madrid, Teatro Eslava      | Antonio Paso Cano en Emilio Mario                                                |
| 1908        | El Rival de Sherlock Holmes                                                      |                     | 1908, Madrid, Teatro Eslava                  | Ernesto Córdoba                                                                  |
| 1908        | Episodios nacionales (samen met: Amadeo Vives)                                   |                     | 30 april 1908, Madrid, Teatro de lá Zarzuela | Maximiliano Thous en Elías Cerdá                                                 |
| 1908        | Pepe Botella (samen met: Amadeo Vives)                                           |                     | 17 maart 1908, Madrid, Teatro de lá Zarzuela | Miguel Ramos Carrión                                                             |
| 1908-1909   | El método Górritz                                                                | 1 akte, 3 taferelen | 9 september 1909, Madrid, Teatro Apolo       | Carlos Arniches y Barrera en Enrique García Álvarez                              |
| 1909        | Los Hombres alegres                                                              | 1 akte              | 1 juni 1909, Madrid, Teatro Apolo            | Joaquín Abatí Díaz en Antonio Paso Cano                                          |
| 1909        | La Moral en peligro                                                              |                     | 1909, Madrid, Teatro Eslava                  | Sinesio Delgado                                                                  |
| 1909        | La Comisaría (samen met: Enrique García Álvarez)                                 |                     | 1909, Madrid, Teatro de lá Zarzuela          | Enrique García Álvarez en Raimundo Tirado                                        |
| 1909        | Ninfas y sátiros                                                                 |                     | 1909, Madrid, Teatro Eslava                  | José López Silva en Julio Pellicer                                               |
| 1909        | Los Tres maridos burlados                                                        |                     | 1909, Madrid, Teatro Eslava                  | Joaquín Dicenta Benedicto en Pedro Repide                                        |
| 1909        | Las Molineras                                                                    |                     | 1909                                         | Maximiliano Thous en Elías Cerdá                                                 |
| 1910        | Sangre moza                                                                      |                     | 5 mei 1910, Madrid, Teatro Circo             | José López Silva en Julio Pellicer López                                         |
| 1910        | Las boletas (samen met: Rafael Calleja Gómez)                                    |                     |                                              | Jacinto Capella en Ángel Custodio                                                |
| 1910        | El Bebé de París                                                                 |                     | 1910, Madrid, Teatro Eslava                  | Sinesio Delgado                                                                  |
| 1910        | Colgar los hábitos (samen met: Luis Foglietti)                                   |                     | 1910, Madrid, Teatro Eslava                  | Antonio Domínguez,                                                               |
| 1910        | La Partida de la porra                                                           |                     | 15 december 1910, Madrid, Teatro Eslava      | Antonio Paso Cano en Joaquín Abatí Díaz                                          |
| 1910        | Mea culpa                                                                        |                     | 21 mei 1910, Madrid, Teatro Eslava           | Antonio Paso Cano en Joaquín Abatí Díaz                                          |
| 1911        | Cambios naturales (samen met: Ángel Rubio Láinez)                                |                     | 2 mei 1911, Madrid, Teatro Circo             | Ventura de la Vega Rodríguez                                                     |
| 1912        | Los Borregos                                                                     |                     | 1912, Madrid, Teatro Eslava                  | Antonio M. Viérgol                                                               |
| 1912        | El Cuarteto Pons                                                                 |                     | 1912, Madrid, Teatro Eslava                  | Carlos Arniches en Enrique García Álvarez                                        |
| 1912        | Los Húsares del Káiser                                                           |                     | 1912, Madrid, Teatro Eslava                  | José Juan Cadenas,                                                               |
| 1912        | La Maja de los claveles                                                          |                     | 1912, Madrid, Teatro Apolo                   | Gonzalo Jover en Emilio González del Castillo                                    |
| 1913        | La Tirana                                                                        | 2 aktes             | 1913, Madrid, Teatro Eslava                  | Gregorio Martínez Sierra                                                         |
| 1914        | La presidenta (naar het gelijknamige werk van Maurice Hennequin en Pierre Veber) | 1 akte              |                                              | Joaquín Belda                                                                    |
| 1914        | España Nueva                                                                     |                     | 7 september 1914, Madrid, Teatro Apolo       | Antonio Paso Cano en Joaquín Abatí Díaz                                          |
| 1915        | El harén                                                                         | 1 akte, 3 taferelen | 16 april 1915, Madrid, Teatro Martín         | Miguel de Palacios Brugada en Guillermo Perrín y Vico                            |
| 1915        | Sierra Morena                                                                    |                     | 21 januari 1915, Madrid, Teatro El Paraíso   | Antonio Paso Cano en Joaquín Abatí Díaz                                          |
| 1915        | La Parte del León                                                                |                     |                                              | Juan Pont                                                                        |
| 1915        | La Tabla de salvación                                                            |                     |                                              | Sinesio Delgado                                                                  |
| 1915        | Las Alegres colegialas                                                           |                     | 11 december 1915, Madrid, Teatro Calderón    | Antonio Paso Cano en Joaquín Abatí Díaz                                          |
| 1916        | La Reina gitana (samen met: Rodríguez Galea)                                     |                     | 1916, Madrid, Teatro Martín                  | Lapiedra Cabello                                                                 |
| 1918        | To está pagao                                                                    |                     | 1918, Valencia, Teatro Ruzafa                | Pedro José Ángeles Luis                                                          |
| 1919        | También la corregidora es guapa                                                  |                     | 1919, Madrid, Teatro Price                   | Joaquín González Pastor en Tomás Borrás                                          |
| 1922        | ¡Ave César!                                                                      |                     |                                              |                                                                                  |
| 1923        | La Piscina de Buda (samen met: Reveriano Soutullo Otero en Juan Vert Carbonell)  |                     | 6 april 1923, Madrid, Teatro Martín          | Joaquín Dicenta Alonso en Antonio Paso Cano                                      |
|             | El Pícaro mundo (samen met: Manuel Fernández Caballero)                          |                     |                                              |                                                                                  |
|             | La Golfa del Manzanares (samen met: Rafael Calleja Gómez)                        |                     |                                              | Luis de Larra y Ossorio                                                          |
|             | Siempre p'atrás (Ángel Rubio Láinez)                                             |                     |                                              | Luis de Larra y Ossorio                                                          |

#### Operettes
| Voltooid in | titel                                                                            | aktes               | première                               | libretto                                                                                         |
| ----------- | -------------------------------------------------------------------------------- | ------------------- | -------------------------------------- | ------------------------------------------------------------------------------------------------ |
| 1906        | Los Mosqueteros                                                                  |                     | 9 september 1909, Madrid, Teatro Circo | Joaquín Abatí Díaz en Antonio Paso Cano                                                          |
| 1908        | La República del Amor                                                            | 1 akte, 3 taferelen |                                        | Salvador Aragón Barrón en Antonio Paso Cano                                                      |
| 1909        | La Viuda alegre (naar Franz Lehár, Die lustige Witwe) (samen met: Luis Foglietti | 3 aktes             | 9 september 1909, Madrid, Teatro Circo | Jaciento Capella en Fernández Palomero, naar het origineel libretto van Victor Léon en Leo Stein |
| 1909        | La corte de Faraón                                                               | 1 akte, 5 taferelen | 21 januari 1910, Madrid, Teatro Eslave | Miguel de Palacios Brugada en Guillermo Perrín y Vico                                            |
| 1911        | El Condo de Luxemburgo (naar Franz Lehár, Der Graf von Luxemburg)                | 3 aktes             | 26 februari 1911, Madrid, Teatro Circo | José Juan Cadenas, naar het origineel libretto van Robert Bodanzky en Alfred Maria Willner       |

#### Revistas (Revues)
| Voltooid in | Titel                                                             | Uitvoeringen | Première | Libretto |
| ----------- | ----------------------------------------------------------------- | ------------ | -------- | -------- |
| 1899        | Los Presupuestos de Villapierde (samen met: Rafael Calleja Gómez) |              |          |          |

#### Toneelmuziek
- El crimen pasional, voor solisten, gemengd koor en orkest - tekst: Manuel Fernández Palomero en Julián Moyrón
- Our Miss Gibbs, fantasie voor orkest - tekst: Ivan Caryll

### Werken voor piano
- 1905 Cantos de España, walsen (samen met: Rafael Calleja Gómez)